# Плотников, Сергей Николаевич
Сергей Николаевич Пло́тников (21 января (3 февраля) 1909, Саратов — 29 октября 1990, Архангельск) — советский актёр театра и кино, театральный режиссёр. Народный артист СССР (1979).

## Биография
В 1929 году окончил драматическую студию при Саратовском драматическом театре. 
В 1929—1934 годах — артист передвижного колхозно-совхозного театра близ Саратова.
Служил в Красной Армии, был артистом военного театра Дальневосточного военного округа в посёлке Раздольное (1934—1937). В 1937—1938 году — артист передвижного драматического театра посёлка Красный Кут Саратовской области.
В 1938 году приехал в Архангельск, где поступил на работу в Архангельский театр юного зрителя. Начиная с 1941 года, после закрытия ТЮЗа, и до конца жизни играл в Архангельском драматическом театре имени М. В. Ломоносова, где исполнил более 200 ролей. 
Как режиссёр-постановщик поставил несколько спектаклей.
С 1952 года снимался в кино.
Руководил Архангельским отделением Всероссийского театрального общества.
Член КПСС с 1952 года.
Скончался 29 октября (по другим источникам — 23 октября) 1990 года в Архангельске. Похоронен на Жаровихинском кладбище.

## Творчество

### Роли в театре

#### Архангельский ТЮЗ
- «Разбойники» Ф. Шиллера — Карл Моор
- «Правда — хорошо, а счастье лучше» А. Островского — Грознов
- «На дне» М. Горький — Сатин
- «Поднятая целина» по М. Шолохову — Макар Нагульнов

#### Архангельский театр драмы имени М. В. Ломоносова
- 1945 — «Бесприданница» А. Островского — Вожеватов
- 1948 — «Дядя Ваня» А. Чехова — Астров
- 1950 — «Лес» А. Островского — Несчастливцев
- 1951 — «Три сестры» А. Чехова — Вершинин
- 1952 — «Отелло» У. Шекспира — Отелло
- 1956 — «Идиот» по Ф. Достоевскому — Рогожин
- 1960 — «Вишнёвый сад» А. Чехова — Лопахин
- 1973 — «Бешеные деньги» А. Островского — Кучумов
- 1976 — «Старомодная комедия» А. Арбузова — Родион Николаевич
- 1977 — «Ожидание» А. Арбузова — дед Шурик
- 1977 — «Король Джон» У. Шекспира — Хьюберт
- 1978 — «Две зимы и три лета» Ф. Абрамова — Трофим Лобанов
- 1979 — «Борис Годунов» А. Пушкина — Мисаил
- 1980 — «Синие кони на красной траве» М. Шатрова — Ходок
- 1981 — «Дом» Ф. Абрамова — Евсей Мошкин
- 1981 — «Ретро» А. Галина — старик Чмутин
- 1985 — «Лес» А. Островского — Восьмибратов

### Фильмография
- 1952 — Композитор Глинка — мужик, передвигающий церковь
- 1955 — Михайло Ломоносов — архиепископ
- 1956 — Приключения Артёмки — Василий Федотович
- 1956 — Первые радости — Тихон Платонович Парабукин
- 1957 — Необыкновенное лето — Тихон Платонович Парабукин
- 1957 — Шторм — кулак
- 1958 — Добровольцы — дядя Серёжа
- 1958 — В дни Октября — Павлов
- 1959 — Ссора в Лукашах — Пётр Фадеевич Трофимов
- 1959 — Поднятая целина — Любишкин
- 1960 — Прощайте, голуби — Максим Петрович
- 1961 — Барьер неизвестности — полковник Вавилов, лётчик-испытатель
- 1962 — Завтрашние заботы — Битов
- 1962 — Серый волк — эпизод
- 1963 — Тишина — Игорь Витальевич Морозов
- 1963 — При исполнении служебных обязанностей — Струмилин
- 1963 — Пока жив человек — Юрий Сергеевич
- 1963 — Знакомьтесь, Балуев — Сергей Бубнов
- 1964 — Верьте мне, люди — Елисеев
- 1964 — Поезд милосердия — Протасов, вагонный мастер
- 1964 — Метель — Поп
- 1965 — Иду на грозу — Южин, генерал-лейтенант
- 1965 — Три времени года — Варнавин
- 1966 — Без свидетелей — Канюков
- 1967 — Браслет-2 — Чуркин
- 1967 — Незабываемое — Максим Заброда
- 1967 — Там, где длинная зима — Романчук
- 1968 — Наши знакомые — Николай Терентьевич Вишняков
- 1968 — Улыбнись соседу — Иван Иванович Иванов
- 1968 — Шестое июля — А. П. Александров, представитель подпольного украинского крестьянского съезда
- 1968 — Щит и меч — Сергей Николаевич Барышев, генерал
- 1969 — Адам и Хева — старик-шубурумец
- 1970 — Угол падения — Николай Николаевич Юденич
- 1970 — Шаг с крыши — Степан
- 1971 — Достояние республики — матрос Петровых
- 1971 — Русское поле — Леонтий Сидорович Угрюмов
- 1972 — Иванов катер — Варгантий
- 1972 — Ижорский батальон — Паша
- 1972 — Лавры — Черемис
- 1973 — Встречи и расставания — Рябинин
- 1973 — Тот, кто меня спас (короткометражный) — Головин
- 1974 — Георгий Седов — хозяин судна
- 1974 — Рейс первый, рейс последний — Борис Иванович Хорх
- 1976 — Дневник Карлоса Эспинолы
- 1977 — Дом под жарким солнцем — Кузьмич
- 1977 — Риск — благородное дело — Пётр Иванович
- 1978 — Мятежная баррикада — Андрей Струнин
- 1978 — Шествие золотых зверей — дед-столяр
- 1979 — Верой и правдой — академик Иван Никитич Квашнин
- 1979 — Вкус хлеба — отец Ерошина
- 1980 — Тайное голосование — Сербул
- 1980 — Три года — Лаптев-старший
- 1981 — Белый танец — Матвей Григорьевич
- 1981 — Командировка в санаторий — Фёдор Кириллович
- 1982 — Надежда и опора — Пётр Иванович
- 1982 — Наследница по прямой — дедушка Гани
- 1982 — И будем жить (в киноальманахе Молодость, выпуск 4-й) — дедушка Гани
- 1982 — Вы чьё, старичьё? (короткометражный) — Павел Егорович
- 1982 — Россия молодая — Антип Тимофеев, отец Таисьи
- 1983 — Семь часов до гибели — Василий Шульгин
- 1983 — Карантин — Лев Толстой из сна Маши
- 1983 — Дважды рождённый — Николаич
- 1984 — Второй раз в Крыму — отдыхающий
- 1984 — Консультант по эпохе (в киноальманахе «Клиника») — министр
- 1984 — Шанс — Алмаз Битый
- 1984 — Михайло Ломоносов — Нартов
- 1985 — Русь изначальная — Горобой
- 1986 — В распутицу — Игнат Павлович Волгин, председатель колхоза
- 1986 — Повод — Чернов
- 1987 — Осенние сны — Василь
- 1987 — Странник — Александр Петрович Попов
- 1988 — Гулящие люди — думный боярин
- 1988 — Утреннее шоссе — Николаев
- 1990 — Николай Вавилов — Иван Ильич, отец братьев Вавиловых

## Звания и награды
- Заслуженный артист РСФСР (1953)
- Народный артист РСФСР (1965)
- Народный артист СССР (1979)
- Орден Трудового Красного Знамени (1986)
- Орден «Знак Почёта» (1967)
- Медаль «За доблестный труд в Великой Отечественной войне 1941—1945 гг.»
- Медали
- Почётный гражданин Архангельска (1979).

## Память

Мемориальная доска в Архангельске. Д. 93, фасад по улице Северных конвоев

- На доме, где проживал актёр в Архангельске (д. 93 на Набережной Северной Двины[4]), была установлена мемориальная доска.
- Именем народного артиста СССР была названа областная премия в сфере театрального искусства.